# 13497 Ронстоун
13497 Ронстоун (13497 Ronstone) — астероїд головного поясу, відкритий 5 березня 1986 року.
Тіссеранів параметр щодо Юпітера — 3,435.